# Fiesta e sangue
Fiesta e sangue (Ride the Pink Horse) è un film del 1947 diretto e interpretato da Robert Montgomery. È ispirato al romanzo omonimo di Dorothy Hughes.

## Remake
Nel 1964 il film ebbe un remake televisivo, All'ombra del ricatto (The Hanged Man) di Don Siegel con Vera Miles.